# Hymenodictyon tsingy
Hymenodictyon tsingy là một loài thực vật có hoa trong họ Thiến thảo. Loài này được Razafim. & B.Bremer mô tả khoa học đầu tiên năm 2006.